# Alexander Tornquist
Alexander Johannes Heinrich Tornquist (Amburgo, 18 giugno 1868 – Graz, 1º novembre 1944) è stato un paleontologo e geologo tedesco.

## Biografia
Tornquist studiò presso le università di Friburgo, Monaco e Göttingen. Nel 1892 conseguì il dottorato in geologia e paleontologia presso l'università di Göttingen. Nel 1901 ottenne l'incarico di professore associato di geologia e paleontologia a Strasburgo, e nel 1907 divenne professore ordinario a Königsberg. Trascorse la sua vita successiva a Graz, dove lavorò presso l'Università di Graz dal 1914. Morì a Graz nel 1944 durante un'incursione aerea.
Nel 1893 il geologo polacco Wawrzyniec Teisseyre suggerì l'esistenza di una linea tettonica sotterranea nell'area prossima ai monti Carpazi. Nel suo Atlante geologico della Galizia, egli tracciò una linea che andava dalla Galizia, in Ucraina fino alla Polonia sudorientale. Nel 1908 Alexander Tornquist riportò su una mappa la continuazione della zona dalla Polonia fino alla Scania, in Svezia. Questa zona è stata denominata in suo onore Zona di Tornquist.

## Opere principali
- Der Gypskeuper in der Umgebung von Göttingen. Inaugural-Dissertation, Georg-Augusts-Universität Göttingen, Druck von Louis Hofer, Göttingen 1892
- Neue Beiträge zur Geologie und Paläontologie der Umgebung von Recoaro und Schio (im Vicentin), I. Beitrag: Die nodosen Ceratiten. Zeitschrift der Deutschen geologischen Gesellschaft, 50, Berlin 1898, S. 209–233, Tafel VIII–X
- Neue Beiträge zur Geologie und Paläontologie der Umgebung von Recoaro und Schio (im Vicentin), II. Beitrag: Die Subnodosus-Schichten. Zeitschrift der Deutschen geologischen Gesellschaft, 50, Berlin 1898, S. 637–694, Tafel XX–XXIII
- Neue Beiträge zur Geologie und Paläontologie der Umgebung von Recoaro und Schio (im Vicentin), III. Beitrag: Der Spitz-Kalk. Zeitschrift der Deutschen geologischen Gesellschaft, 51, Berlin 1899, S. 341–377, Tafel XVIII–XX
- Einige Bemerkungen über das Vorkommen von Ceratites subnodosus nov. var. romanicus in der Dobrudscha. Neues Jahrbuch für Mineralogie, Geologie und Palaeontologie, Jahrgang 1900, Stuttgart 1900, S. 173–180, Tafel VIII
- Das Vicentinische Triasgebirge. Eine geognostische Monographie. 195 Seiten, Schweizerbart´sche Verlagshandlung (E. Nägele), Stuttgart 1901
- Die Daonellen des deutschen Muschelkalkes. Neues Jahrbuch für Mineralogie, Geologie und Palaeontologie, Jahrgang 1903, Stuttgart 1903, S. 83–92, Tafel I
- Die carbonische Granitbarre zwischen dem oceanischen Triasmeer und dem europäischen Triasbinnenmeer. Die Entwicklung der Trias auf Corsica. Neues Jahrbuch für Mineralogie, Geologie und Palaeontologie, 20, Stuttgart 1905, S. 466–507
- Geologie von Ostpreussen (1910)
- Die nodosen Ceratiten von Olesa in Katalonien. Sitzungsberichte Kaiserliche Akademie der Wissenschaften in Wien. Mathematische-naturwissenschaftliche Klasse. – Abt.I, Bd. 125, Heft 3–4, Wien 1916, S. 229–250, 1 Tafel
- Grundzüge der allgemeinen Geologie (1916).[3]